# Gonzalo Briceño
Gonzalo Briceño – wenezuelski judoka. 
Wicemistrz igrzysk Ameryki Środkowej i Karaibów w 1982. Brązowy medalista mistrzostw panamerykańskich w 1980 roku.